# Doleromyrma darwiniana
Doleromyrma darwiniana es una especie de hormiga perteneciente a la familia Formicidae.
Mide dos a tres milímetros. Es originaria de Australia, e introducida en Nueva Zelanda.

## Subespecies
Se reconocen las siguientes:
- Doleromyrma darwiniana fida (Forel, 1907)
- Doleromyrma darwiniana leae (Forel, 1913)